# Course à la saucisse
Course à la saucisse è un cortometraggio muto del 1907 diretto da Alice Guy.

## Trama
Per le vie della città, una corsa sfrenata alla caccia di un barboncino che ha rubato una fila di salsicce dalla macelleria.

## Produzione
Il film fu prodotto dalla Société des Etablissements L. Gaumont

## Distribuzione
Distribuito dalla Société des Etablissements L. Gaumont, uscì nelle sale cinematografiche francesi nel 1907. Conosciuto anche con il titolo inglese The Race for the Sausage, è uscito in DVD in un cofanetto dal titolo Gaumont Treasures 